# Maria Portela
Maria de Lourdes Mazzoleni Portela (ur. 14 stycznia 1988) – brazylijska judoczka. Trzykrotna olimpijka. Zajęła dziewiąte miejsce w Rio de Janeiro 2016 i Tokio 2020; siedemnaste w Londynie 2012. Walczyła w wadze średniej.
Siódma na mistrzostwach świata w 2013, 2017 i 2021; uczestniczka zawodów w 2009, 2010, 2011, 2015, 2018, 2019 i 2022; a także zdobyła pięć medali w drużynie. Startowała w Pucharze Świata w latach 2008-2017 i 2020. Brązowa medalistka igrzysk panamerykańskich w 2011 i 2015. Zdobyła siedem medali na mistrzostwach panamerykańskich w latach 2009 - 2022. Wicemistrzyni Ameryki Południowej w 2011. Czterokrotnie na podium igrzysk wojskowych. Wygrała wojskowe MŚ w 2013 roku. 

## Letnie Igrzyska Olimpijskie 2012
| Konkurencja | Eliminacje          | Klas. końcowa |
| Konkurencja | Przeciwnik I        | Miejsce       |
| ----------- | ------------------- | ------------- |
| 70 kg       | Yuri Alvear (COL) P | 17.           |

## Letnie Igrzyska Olimpijskie 2016
| Konkurencja | Eliminacje           | Eliminacje              | Klas. końcowa |
| Konkurencja | Przeciwnik I         | Przeciwnik II           | Miejsce       |
| ----------- | -------------------- | ----------------------- | ------------- |
| 70 kg       | Assmaa Niang (MAR) Z | Bernadette Graf (AUT) P | 9.            |

## Letnie Igrzyska Olimpijskie 2020
| Konkurencja | Eliminacje               | Eliminacje               | Klas. końcowa |
| Konkurencja | Przeciwnik I             | Przeciwnik II            | Miejsce       |
| ----------- | ------------------------ | ------------------------ | ------------- |
| 70 kg       | Nigara Shaheen (AFG) · Z | Madina Tajmazowa (RUS) P | 9.            |